# Puktaebong
Puktaebong (kor. 북대봉산줄, Puktaebong Sanjul) – pasmo górskie w środkowej części Korei Północnej. Rozciąga się na długości ok. 120 km. Najwyższy szczyt osiąga 1452 m n.p.m. Pasmo składa się z kilku masywów zbudowanych głównie z granitów i gnejsów. Zbocza pokryte lasami mieszanymi. Przez pasmo przebiega linia kolejowa i szosa łącząca Pjongjang i Wŏnsan.